# Acontia connecta
Acontia connecta là một loài bướm đêm trong họ Noctuidae.